# 윌리엄 스탠리 제번스

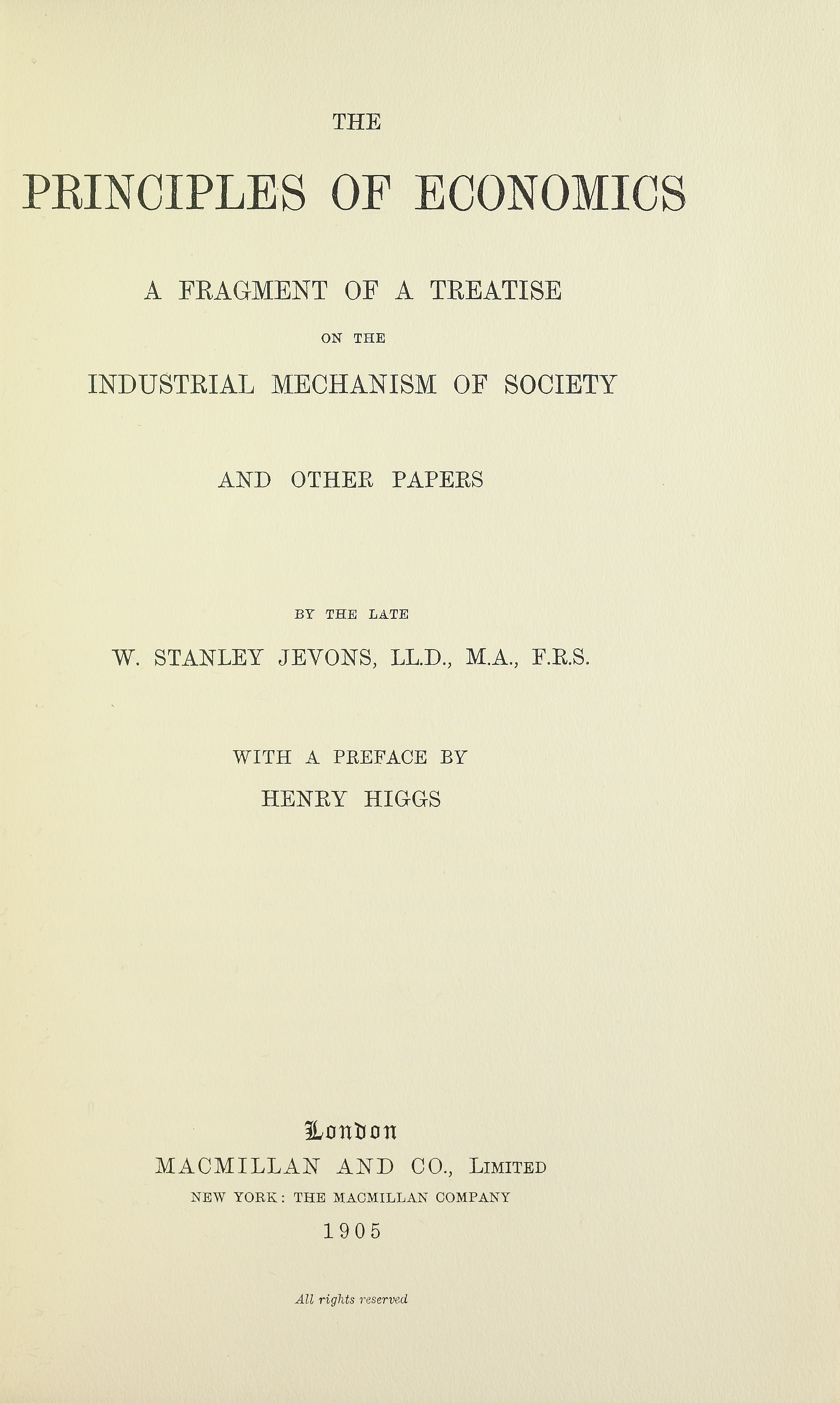
Principles of economics, 1905

윌리엄 스탠리 제번스(William Stanley Jevons, 1835년 ~ 1882년)는 영국의 경제학자이다. 영국 한계 효용학파의 창시자의 한 사람이다.
영국 공리주의에 의거한 평균적 시민의 쾌락·고통의 계산에서 효용 이론을 전개하고, 재화의 교환 가치는 그 최종 효용도에 의하여 결정된다는 한계 효용 균등의 법칙을 수학적으로 증명하였다. 또한 물가지수의 연구에서 경기 변동은 태양 흑점과 같이 10년 반의 주기를 갖는다고 주장하였다. 저서로 《경제학 원론》《과학 원론》《통화와 재정의 연구》등이 있다.

## 생애
윌리엄 제번스는 1835년에 영국 리버풀에서 태어났다. 1852년에 런던 유니버시티 칼리지에 입학해 화학, 수학, 논리학을 공부했다. 그러나 그의 아버지가 하던 사업이 어려워지자 1854년에 학업을 중단하고 조폐국 감정사가 되어 호주로 떠났다. 이곳에서 그는 스미스의 ≪국부론≫과 밀의 ≪정치경제학 원리≫를 읽었으며, 라드너의 ≪철도 경제≫를 읽고서 수학을 사용해 경제를 분석하는 데 관심을 갖게 되었다.
1859년에 런던으로 돌아와 다음 해에 학사 학위를 받았으며, 1862년에 논리학, 철학, 정치경제학의 석사 학위를 받았다. 그리고 같은 해에 케임브리지에서 열린 영국과학진보협회 학술 대회에 논문 두 개를 보냈다. 그중 하나가 ＜정치경제학의 일반수리이론 소개＞인데, 이때 소개한 내용이 9년 후에 ≪정치경제학 이론≫으로 발간된다.
제번스는 1866년에 오언스 칼리지의 논리학, 철학, 정치경제학 교수로 임용된다. 그의 관심이 논리학으로 되돌아온 것도 이 무렵이다. 1870년에 발간한 그의 ≪기초논리학 강의≫는 널리 읽히는 교재가 되었다. 그리고 1874년에는 그가 오랫동안 심혈을 기울여 저술한 ≪과학의 원리≫가 발간된다. 이 책은 과학적 추론에 관한 이론이며, 인식론적 확률 이론을 받아들인다. 그는 이 책이 밀의 ≪논리학의 체계≫에 필적하기에 충분하다고 생각했다.
제번스는 1869년에 맨체스터 통계학회 회장으로 선출되었고, 같은 해에 영국과학진보협회 경제과학 및 통계학 분과 회장으로 지명되었다. 그리고 1872년에 영국 왕립협회의 펠로로 선출되었다. 1876년에는 런던 유니버시티 칼리지의 정치경제학 교수로 취임했다. 강의하기를 그다지 좋아하지 않는 데다 건강이 더 나빠지자 1880년에 은퇴했다. 그는 의사의 만류에도 불구하고 수영을 즐겼는데, 1882년 8월 13일에 바다에서 수영하다 익사했다.

## 같이 보기
- 제본스의 역설